# Шандернагор, Франсуаза
Франсуа́за Шандернаго́р (фр. Françoise Chandernagor, род. 19 июня 1945, Палезо, Эсон, Франция) — французская писательница, работающая в жанре исторического любовного романа,  член Гонкуровской академии с 1995 года.

## Биография
Французская писательница Франсуаза Шандернагор родилась 19 июня 1945 года в городе Палезо (департамент Эсон) во Франции. Член Гонкуровской академии с 1995 года. Франсуаза Шандернагор выросла в среде политиков, является дочерью Андре Шандернагора, бывшего депутата французского парламента от социалистов и министра в правительстве Пьера Моруа.

### Юрист, политик
Франсуаза Шандернагор окончила Институт политических исследований в Париже и получила степень магистра государственного права. В 1966 году, в возрасте 21 года, Франсуаза поступила в Национальную школу администрации, окончив её в звании майора. Франсуаза стала первой женщиной, получившей это звание.
В 1969 году стала членом Государственного совета, где выполняла различные судебные функции, такие, как генеральный докладчик. Также она занимала ряд должностей в иностранных юрисдикциях в сфере культуры и экономических услуг. Также она брала на себя ответственность в качестве добровольца в благотворительных организациях, в том числе была вице-президентом «Фонда Франции» до 1988 года и вице-президентом «Фонда Aguesseau».
Проработав 20 лет судьёй коммерческого суда, Франсуаза Шандернагор вышла из администрации в 1993 году, отказалась от карьеры, оставила юриспруденцию и политику для того, чтобы целиком посвятить себя писательской деятельности.

### Писательница
Франсуаза Шандернагор пишет романы на современные и исторические темы, проявив себя блестящим стилистом и знатоком истории, — в частности, истории Франции XVII—XVIII веков. Писательница написала более десяти романов, два из которых были экранизированы, и одну театральную пьесу. Произведения писательницы переведены на 15 языков мира.
Приобрела известность, написав в 1981 году исторический роман «Королевская аллея: воспоминания Франсуазы д’Обинье, маркизы де Ментенон, супруги короля Франции» — искусную стилизацию под автобиографию фаворитки короля Людовика XIV мадам де Ментенон. Эта книга получила книжную премию «Амбассадор» и главную премию читательниц журнала «Эль» в 1981 году и была экранизирована в 1996 году. Среди других самых известных книг Франсуазы Шандернагор: «Уроки тьмы» (1988), «Дитя просвещения» (1995, экранизирована в 2002 г.).
Среди других известных книг писательницы трилогия из жизни французского общества 1960—1980-х гг.: «Несравненная», «Архангел из Вены», «Дитя и волки». Эти произведения в 1990 году получили приз Шатобриана. В 1988 году писательница написала книгу «Первая жена» — исповедь немолодой женщины, переживающей развод с мужем после трёх десятков совместных лет. В 2002 году писательница написала книгу «Дом», в которой в виде искусной стилизации под мемуары описывается жизнь ребёнка, являющегося на самом деле маленьким Людовиком XVII, в плену у революционеров. В 2003 году эта книга получила приз Fondation Pierre-Lafue.
В последние годы Франсуаза Шандернагор обратилась к истории Древнего Египта и начала писать трилогию под общим названием «Забытая царица», посвящённую дочери Клеопатры и Марка Антония — Селене. В 2011 году была опубликована первая книга трилогии под названием «Дети Александрии» (на русском языке опубликована под названием «Селена, дочь Клеопатры»). В 2012 году была опубликована вторая книга трилогии под названием «Дамы Рима» (на русском языке опубликована под названием «Селена. Кольцо Клеопатры»). В настоящее время писательница работает над заключительной книгой трилогии «Забытая царица» под названием «L’Homme de Césarée». Книга готовится к выходу в свет в ближайшее время.

### Семья
- Отец Франсуазы — Андре Шандернагор[фр.], французский политик, бывший председатель генерального совета Крёза (1958—1981), министр по делам Европы (1981—1983), бывший депутат французского парламента.
- Франсуаза Шандернагор — мать троих сыновей, дважды была замужем.

## Призы и награды
- 1969—1993 гг. — член Государственного совета
- С июня 1995 года — член Гонкуровской академии
- С апреля 2007 года — Офицер Ордена Почётного легиона
- 13 ноября 2014 года[3] — Кавалер Большого Креста ордена «За заслуги»
- Вице-президент ассоциации «За свободу истории»
- Приз Шатобриана[фр.]
- Премия Жана Жионо
- Книжная премия «Амбассадор»
- Книжный приз фонда  Fondation Pierre-Lafue[фр.]
- Литературные премии за лучшие исторические романы

## Публикации на русском языке
1. 1999 — «Королевская аллея» (издательство «МИК», перевод И. Волевич, ISBN 5-87902-044-4)
2. 2001 — «Первая жена» (издательство «ИНАПРЕСС», ISBN 5-87135-109-3)
3. 2008 — «Цвет времени» (издательство «Флюид», перевод И. Волевич, ISBN 978-5-98358-179-1)
4. 2013 — «Селена, дочь Клеопатры» (оригинальное название «Дети Александрии», издательство «Клуб семейного досуга», перевод О. Бугайцовой, ISBN 978-5-9910-2308-5, ISBN 978-966-14-4790-4, ISBN 978-2-22622-131-5)
5. 2014 — «Селена. Кольцо Клеопатры» (оригинальное название  «Дамы Рима», издательство «Клуб семейного досуга»,  переводчик В. Ковалив, ISBN 978-5-9910-2821-9)